# Cyrilometodějská teologická fakulta Univerzity Palackého
Cyrilometodějská teologická fakulta (CMTF) Univerzity Palackého v Olomouci (UP) je nejstarší fakultou této vysoké školy. Tato teologická fakulta je ve svém bádání kromě zákonů a nařízení České republiky podřízena katolické věrouce a kanonickému právu římskokatolické církve, na což dohlíží arcibiskup olomoucký, který je z titulu svého úřadu velkým kancléřem fakulty, a vatikánské Dikasterium pro kulturu a vzdělávání. Fakulta má svou historickou budovu v bývalém jezuitském semináři sv. Františka Xaverského na Univerzitní ulici, používá však také část bývalé školy Na Hradě a budovu bývalých kolejí na Kateřinské ulici.

## Historie

### Fakulta součástí jezuitského vysokého učení (1573–1766)
Již při založení olomouckého jezuitského vysokého učení probíhala výuka bohosloví, která byla později rozšířena také o výuku filosofie (1576), práva (1667 církevní, 1679 světské) a medicíny (1753).
První doktoři teologie byli promováni v roce 1596; o rok později byl mezi imatrikulovanými studenty Jan Sarkander, první z dlouhé řady významných duchovních — absolventů olomoucké univerzity. Již v seznamu vytvořeném v roce 1723 lze nalézt 8 mučedníků, 14 arcibiskupů a 52 kanovníků kapituly.
Samostatná teologická fakulta vznikla až v roce 1630, do té doby olomoucké vysoké učení nebylo děleno na fakulty.
Nadvláda jezuitů a teologů nad univerzitou byla prolomena nejdříve částečně v roce 1679, kdy došlo k zřízení právnické profesury, a pak definitivně v roce 1766, kdy byl jmenován první světský rektor, profesor práva Johann Heinrich Bösenselle.

### Státní univerzita a lyceum
Mezitím v roce 1762 bylo zakázáno používat v názvu univerzity přívlastku „Tovaryšstva Ježíšova“. V roce 1778 byla univerzita přestěhována do Brna. O čtyři roky později se vrátila do Olomouce, ovšem pouze jako akademické lyceum; pouze bohoslovecká fakulta si udržela univerzitní status, směla tedy udělovat doktorské grády z teologie. V roce 1827 se univerzitou opět stala celá škola, po účasti studentů a profesorů na revoluci roku 1848 byla však postupně likvidována, až došlo v roce 1860 k jejímu uzavření. Zůstala pouze samostatná bohoslovecká fakulta a univerzitní knihovna, do roku 1873 také samostatné lékařsko-chirurgické studium.

### Po vzniku Československa
V roce 1919 došlo k jejímu přejmenování na Cyrilometodějskou bohosloveckou fakultu a v letech 1939–1945 byla uzavřena nacisty. V roce 1946 se stala součástí obnovené Univerzity Palackého, ne však na dlouho, už 3. června 1950 byla ze svazku univerzity vyjmuta a 26. července téhož roku došlo k jejímu úplnému zrušení. Nakrátko byla obnovena v letech 1968–1974, avšak formálně se jednalo pouze o pobočku Římskokatolické cyrilometodějské bohoslovecké fakulty v Praze se sídlem v Litoměřicích.

### Obnovení fakulty v roce 1990
Zákonem č. 163/1990 Sb. ze 3. května 1990 byla obnovena teologická fakulta v Olomouci a začleněna do svazku Univerzity Palackého. Fakticky byla její činnost obnovena dne 8. října 1990 na slavnostní bohoslužbě v olomoucké katedrále sloužené olomouckým arcibiskupem Františkem Vaňákem. O den později začaly přednášky a 22. října 1990 ve velkém sálu arcibiskupského paláce v Olomouci rektor Univerzity Palackého prof. Josef Jařab slavnostním aktem potvrdil začlenění Cyrilometodějské teologické fakulty do svazku Univerzity Palackého v Olomouci: „Pronuntio Facultatem theologicam sanctis Cyrillo et Methodio dedicatam partem Universitatis Palackianae.“

## Děkani fakulty po obnovení v roce 1990
- Vojtěch Tkadlčík (1990–1991)
- Ladislav Tichý (1991–1997, dvě období)
- Pavel Ambros (1997–2003, dvě období)
- Petr Chalupa (2003–2006)
- Gabriela Ivana Vlková (2006–2014, dvě období)
- Peter Tavel (2014–2022, dvě období)
- Vít Hušek (od 2022)

## Seznam kateder a institutů na CMTF UP
- Katedra filosofie a patrologie, vedoucí: prof. Martin Cajthaml, Ph.D.
- Katedra biblických věd, vedoucí: doc. Gabriela Ivana Vlková, Th.D.
- Katedra systematické teologie, vedoucí: doc. Dominik Opatrný, Th.D.
- Katedra církevních dějin a dějin křesťanského umění, vedoucí: doc. PhDr. Jitka Jonová, Th.D.
- Katedra církevního práva, vedoucí: prof. Damián Němec, dr
- Katedra křesťanské výchovy, vedoucí: doc. PhDr. Petra Potměšilová, Ph.D.
- Katedra pastorální a spirituální teologie, vedoucí: doc. RNDr. Adrián Slavkovský, Ph.D.
- Katedra křesťanské sociální práce, vedoucí:  Ing. Mgr. Zdeněk Meier, Ph.D.
- Katedra komunikace, vedoucí: doc. Mgr. Jaroslav Franc, Th.D.
- Centrum pro práci s patristickými, středověkými a renesančními texty, vedoucí: doc. Vít Hušek, Th.D.
- Institut sociálního zdraví (OUSHI), vedoucí: prof. Ing. Mgr. et Mgr. Peter Tavel, Ph.D.